# Cavolinia tridentata
Cavolinia tridentata е вид морско коремоного мекотело от семейство Cavoliniidae.

## Разпространение и местообитание
Видът е разпространен повсеместно в Атлантически, Индийски и Тихи океан. Среща се и в Средиземно море. Откриван е на дълбочина от 0 до 4791 m.

## Описание
Раковината е с максимален размер от 20 mm.

## Форми на вида
- Cavolinia tridentata f. affinis (d'Orbigny, 1836)
- Cavolinia tridentata f. kraussi Tesch, 1913
- Cavolinia tridentata f. tridentata (Forskål, 1775)